# Рейхсдойче
Рейхсдо́йче (нем. Reichsdeutsche — «имперские немцы») — исторический термин для обозначения немцев, являвшихся гражданами Германской империи в 1871—1945 годах, в противовес фольксдойче.

## Терминология
В разные времена термин имел разное значение.
После объединения Германии под руководством Пруссии в 1871 году понятие немецкого народа впервые приобрело юридический и политический смысл, который сохранился до сих пор. Однако Германская империя не охватывала более двух третей немецкоязычной территории (нем. Sprachraum). Часть немецких этнических меньшинств, проживающих за рубежом, классическим примером которых являются балтийские немцы, считали себя немцами. Однако многие рейхсдойче с гневом отвергали претензии балтийских немцев на немецкость. Для немцев из Рейха быть немцем означало быть немецким гражданином, в то время как для балтийских немцев это означало культурно-историческую принадлежность.
При этом политические права (включая право на получение удостоверений личности и паспортов) вытекали из гражданства одного из государств Германской империи, а для жителей Имперской земли Эльзас-Лотарингия и жителей немецких колоний в 1913 году закон «О гражданстве империи и государств» (Reichs- und Staatsangehörigkeitsgesetz) установил непосредственное гражданство Германской Империи (unmittelbare reichsangehörigkeit). Лишь в 1934 году было введено немецкое гражданство (Deutsche Staatsangehörigkeit), а гражданства земель Германской империи были отменены. Кроме немцев  немецкими гражданами являлись автохтонные или иммигрантские этнические меньшинства других национальностей (мазуры, кашубы, поляки, евреи, цыгане и др.). И гражданства немецких земель и введённое вместо них немецкое гражданство передавалось от родителя к ребенку (jus sanguinis) независимо от этнического происхождения и места проживания.
В 1935 году в нацистской Германии был принят нем. Reichsbürgergesetz (как часть Нюрнбергских законов), который установил правовой статус рейхсбюргеров — немецких граждан «немецкой или родственной крови». В результате немецкие евреи, немецкие цыгане, афронемцы и мишлинги официально стали гражданами второго сорта.